# Pippi in Taka-Tuka-Land

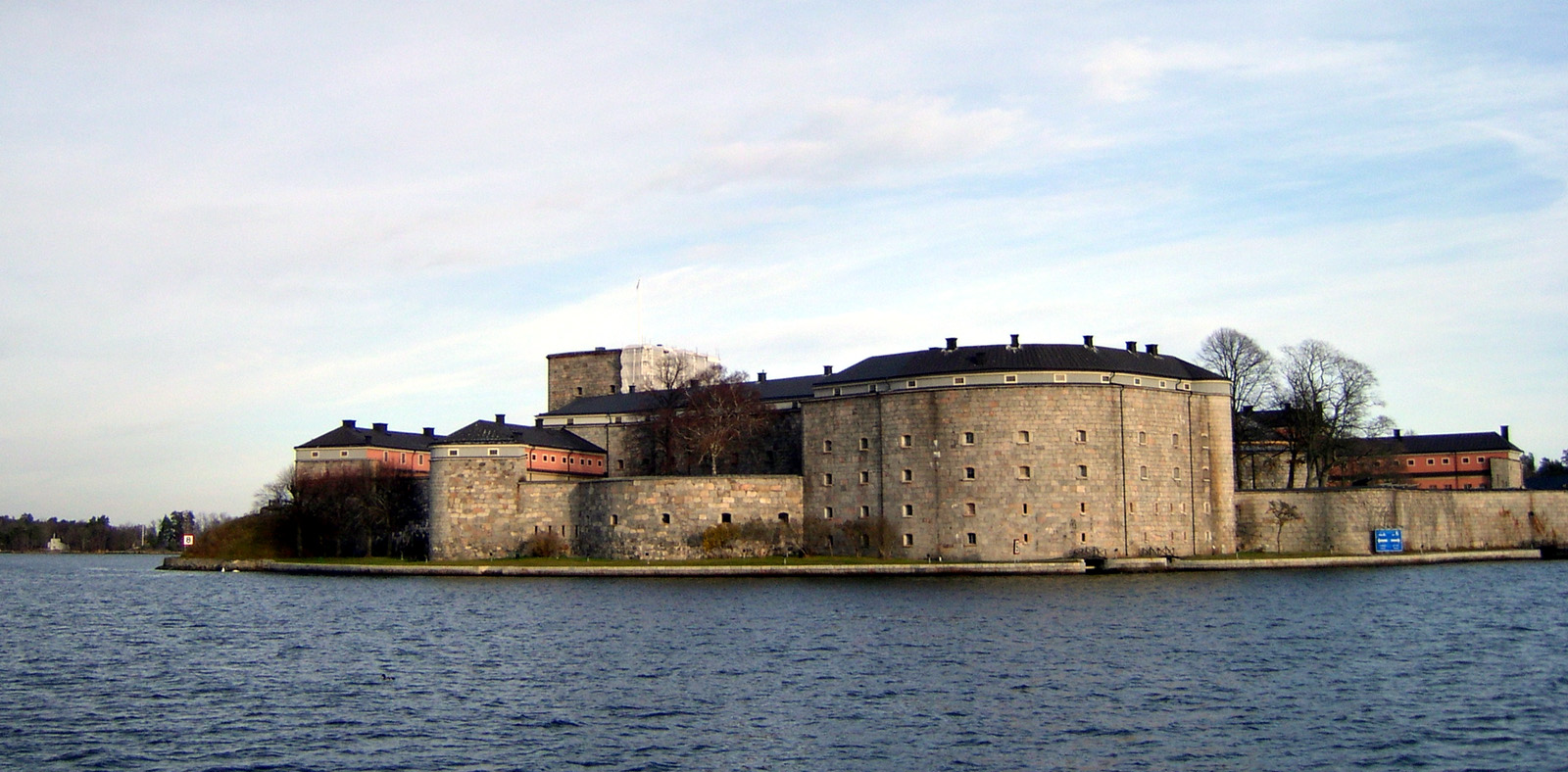
Drehort Kastell Vaxholm

Pippi in Taka-Tuka-Land (Originaltitel: Pippi Långstrump på de sju haven) ist ein schwedisch-deutscher Kinderfilm mit Inger Nilsson als Pippi Langstrumpf. Regie führte Olle Hellbom. Er entstand nach dem gleichnamigen Roman von Astrid Lindgren, weicht jedoch von diesem ab, weil im Roman Efraim Langstrumpf nicht gefangen wird. Der Film startete am 15. Juli 1970 in den westdeutschen Kinos. Im Fernsehen wurde er auch unter dem Titel Pippi Langstrumpf und die Seeräuber gesendet.
Der Name Taka-Tuka-Land ist eine Anlehnung an den Ort Larantuka, wo im 16. und 17. Jahrhundert viele Deserteure des portugiesischen Kolonialreichs ein freies Leben führten.

## Handlung
Die Eltern von Tommy und Annika fahren zum ersten Mal alleine in den Urlaub und beauftragen Pippi, in dieser Zeit auf die beiden aufzupassen.
Zunächst verbringen Tommy und Annika einige schöne Ferientage bei Pippi. Sie machen aus Pippis Bett eine Spielwiese und Pippi versucht vergeblich, ihnen zu beweisen, dass man auf dem Wasser gehen kann. Das Spiel der Kinder wird allerdings unterbrochen, als Pippi eine Flaschenpost von ihrem Vater Efraim Langstrumpf im Wasser findet. Dieser schreibt, er werde von Piraten gefangen gehalten, wisse aber nicht, wo. Die Piraten wollten ihn zwingen, ihnen das Versteck seines Schatzes zu verraten. Pippi macht sich sofort zu einer Rettungsaktion auf, an der auch Tommy und Annika teilnehmen. Zunächst suchen die Kinder auf dem Dachboden der Villa Kunterbunt nach einiger Ausrüstung. Pippi zeigt Tommy und Annika eine magische Kristallkugel, die sie von einer Wahrsagerin in Acapulco bekommen hat. Mit ihr will sie herausfinden, wo ihr Vater gefangen gehalten wird. Nach einigen Fehlversuchen gibt die Kristallkugel schließlich den gesuchten Ort preis – die Taka-Tuka-Insel.
Mit dem von Pippi erfundenen „Myskodil“ – ein zu einem Heißluftballon umfunktionierten Bett – schweben die Kinder in Richtung Taka-Tuka. Unterwegs geht dem Myskodil allerdings die Luft aus, und so landen sie auf der Spitze eines Berges, und der Ballon fliegt ohne das Bett davon. Die Kinder gehen zu Fuß weiter und kommen nach einiger Zeit auf einen Schrottplatz, was sich als sehr praktisch herausstellt. Denn die Kinder können aus einigen Kisten, einem Propeller und einem alten Fahrrad ein Flugzeug mit Tretantrieb bauen, mit dem sie weiter Richtung Taka-Tuka-Insel fliegen und dabei sogar die Feuersbrunst eines ausbrechenden Vulkans durchqueren.
Aber auch das Tretflugzeug schafft nicht die ganze Strecke zur Taka-Tuka-Insel und so müssen die Kinder auf einer einsamen Südseeinsel notlanden, wo sie zunächst festsitzen und sich vor wilden Tieren schützen müssen. Doch glücklicherweise ankert am nächsten Morgen ein Piratenschiff vor der Insel. Die Piraten, angeführt vom Einäugigen Oscar und seinem Kameraden Kalle, sind ebenfalls auf den Schatz von Kapitän Langstrumpf scharf und wollen Pippis Vater ihrerseits auf dem Schiff gefangen halten. Es gelingt den Kindern, die Seeräuber zu überlisten und ihr Schiff zu kapern. Diese sitzen nun auf der Insel fest, während die Kinder nun endgültig zur Taka-Tuka-Insel segeln.
Dort angekommen nimmt Pippi den Kampf mit den Piraten, die unter dem Kommando von Blut-Svente und Messer-Jocke stehen, auf. Zunächst kommen sie in eine Seeräuberkneipe, wo sie einen Jungen namens Marko retten, der dort vom Wirt zur Arbeit gezwungen und von einigen betrunkenen Piraten misshandelt wird. Schließlich tauchen Blut-Svente und Messer-Jocke auf und Pippi, Tommy, Annika und Marko flüchten gemeinsam aus der Kneipe. Marko lenkt die Piraten, die die Verfolgung aufgenommen haben, ab und die Kinder verstecken sich zeitweise mal in einem Brunnen und mal in den Kanonen. Pippi hat mittlerweile das Turmverlies gefunden, wo ihr Vater gefangen ist, da dort dessen Taschentuch aus dem Fenster hängt. Sie schleicht sich nachts aus dem Brunnen an den schlafenden Piraten vorbei und klettert an der Wand des Turms nach oben. Zuerst meint ihr Vater, er würde träumen, da er bereits seinem Ende entgegen gesehen hat und nicht glauben kann, dass Pippi neben ihm sitzt. Doch er besinnt sich und Pippi versichert ihm, ihn zu retten. Während Blut-Svente und Messer-Jocke ihren Gefangenen schließlich vom Turmverlies ins tiefste Kellerverlies verlegen, finden sie seine Schwäche, mit der sie ihn endgültig dazu bringen, das Versteck des Schatzes zu verraten – Efraim Langstrumpf ist äußerst kitzelig. Pippi schmiedet indes einen Plan zur Rettung ihres Vaters. Mit mehreren Fässern Schießpulver sprengt sie sich in das Kellerverlies und verhilft ihm zur Flucht. Die Kinder und der Kapitän eilen zu dessen Schiff, entkommen schließlich von der Festung und segeln umgehend zur Schatzinsel, wohl wissend, dass die Piraten sie mit Sicherheit verfolgen werden. Durch den Vorsprung erhoffen sie sich, genug Zeit zu haben, um den Schatz zu bergen. Außerdem wollen sie die Besatzung der Hoppetosse retten, die von den Piraten auf der Schatzinsel ausgesetzt wurde und dort verhungern sollte.
Auf der Schatzinsel schaffen Pippi, Tommy und Annika es, die beiden Truhen aus einer Höhle zu holen. Doch am Strand werden Tommy und Annika von den Piraten, die sie mittlerweile eingeholt haben, überwältigt und müssen den Schatz im Tausch gegen die Kinder zunächst hergeben. Während die Piraten sich über ihre Beute freuen, bemerken sie überrascht, dass die Mannschaft der Hoppetosse das Schiff der Piraten gekapert hat und diese nun auf der Insel festsitzen. Verzweifelt verhandeln die Piraten mit Pippi und ihrem Vater und tauschen die Schatztruhen schließlich gegen eine Axt und ein Buch, in dem die Anleitung zum Bau eines Floßes steht.
Die Hoppetosse segelt schließlich zurück Richtung Villa Kunterbunt. Kapitän Langstrumpf bedankt sich bei den Kindern für seine Rettung, schenkt Pippi eine der beiden Truhen und will die andere wieder verstecken.

## Synchronisation
Die deutsche Synchronfassung entstand bei der Beta-Technik Gesellschaft für Filmbearbeitung mbH, München. Helmut Harun führte Dialogregie.
| Figur                      | Darsteller       | Deutscher Sprecher |
| -------------------------- | ---------------- | ------------------ |
| Pippi Langstrumpf          | Inger Nilsson    | Andrea L’Arronge   |
| Tommy Settergren           | Pär Sundberg     | Eva Mattes         |
| Annika Settergren          | Maria Persson    | Claudia Quilling   |
| Herr Settergren            | Fredrik Ohlsson  | Hellmut Lange      |
| Frau Settergren            | Öllegård Wellton | Helga Trümper      |
| Kapitän Efraim Langstrumpf | Beppe Wolgers    | Herbert Weicker    |
| Messer Jocke               | Martin Ljung     | Erik Jelde         |
| Blut-Svente                | Jarl Borssén     | Norbert Gastell    |
| Gastwirt                   | Alfred Schieske  | Bruno W. Pantel    |

## Drehorte
Die Außenaufnahmen im „Taka-Tuka-Land“ entstanden im und am Kastell von Vaxholm, Schweden und in Budva in Montenegro. Strandszenen wurden auf Barbados in den Antillen gedreht.

## Kritiken
„Kinderklassiker.“

„Obwohl fast 40 Jahre alt, haben die Abenteuer von Pippi Langstrumpf noch keinen Staub angesetzt: Die phantastischen Erlebnisse der selbstbewußten Pippi und ihrer Freunde Annika und Tommi sind kindgerecht aufbereitet und überragen jeden ‚Power Ranger‘ oder ‚Captain Future‘, die die Privaten in ihrem Programm rumturnen lassen. Tom und Annika, beide stets etwas zu brav, lassen sich von der verwegenen Pippi immer wieder zu neuen Schandtaten anstiften. Dabei geht es erfreulicherweise ohne erhobenen Zeigefinger und pädagogische Belehrungen ab.“

„Pippi im Taka-Tuka-Land ist das dritte grosse Filmabenteuer der sommersprossigen Pippi. Anders als bei den ersten beiden Verfilmungen erzählt Regisseur Olle Hellbom nur eine einzige Geschichte. Und diese ist so einfallsreich und spannend inszeniert, dass sie mit der Buchvorlage von Astrid Lindgren allemal mithalten kann. Ein wunderbarer Abenteuerspass, der grösste Lust auf das tiefblaue Meer macht.“

„Heiter-abenteuerlicher Kinderfilm mit einer Nebenrolle für Thor Heyerdahl als Piraten.“

„Heiter-abenteuerliche Kinderunterhaltung.“

„Der dritte Teil der erfolgreichen Serie ist zwar an Exotik und Aktionen reicher als die vorausgegangenen, aber unterscheidet sich ansonsten in nichts von ihnen. Abgesehen von gestalterischen und dramaturgischen Mängeln hält die Verfilmung dem Vergleich mit der literarischen Vorlage nicht stand.“

## Auszeichnungen
- 1970 Goldene Leinwand

## Trivia
Rosalinda, der im Film zu sehende Papagei, wurde vom Scharlachara Douglas dargestellt, der seinen Lebensabend in einem Tropenhaus in Malmö verbringen sollte, aufgrund von Problemen bei der dortigen Unterbringung jedoch im Mai 2016 in den Karlsruher Zoo umziehen musste. Er starb dort im Alter von 51 Jahren im Februar 2019 an Altersschwäche.
Auf Barbados wurden Statisten für Piratenrollen gesucht. Einer wurde der norwegische Entdecker Thor Heyerdahl, weil er dort gerade nach der Ra I suchte.
Die Lieder, darunter Seeräuber-Opa Fabian (Sjörövar-Fabbe), Schlaft alle (Sov alla), Rollet, rollt, ihr Wogen (Merja, merja Mojsi), Heiho-Heiho und Kalle Theodor (Kalle Teodor), wurden von Astrid Lindgren, Jan Johansson sowie Georg Riedel geschrieben und von Helmut Harun beziehungsweise von Fred Strittmatter ins Deutsche übersetzt. Für das Lied Potz und Blitz, Piraten (Kom An, Kom An, Pirater) wurde das Pippi-Langstrumpf-Titellied umgetextet.